# Ático el Platónico
Ático fue un filósofo griego del siglo II d. C., representante del medioplatonismo.
En su Canon cronológico, Eusebio de Cesarea hace corresponder su surgimiento con la 238º olimpiada (176/180). En 176, cuando Marco Aurelio creó las cuatro cátedras de filosofía en Atenas (para las cuatro escuelas filosóficas principales), se puede pensar que Ático fue el primer titular de la cátedra platónica. No se debe confundir con Herodes Ático (101-177), que era quien contrataba a los filósofos.
Se conservan suyos varios fragmentos de un tratado polémico contra los peripatéticos, retomado por Eusebio de Cesarea en su Preparatio Evangelica (libros XI y XV). Es mencionado igualmente por Proclo (que le atribuye los comentarios del Timeo y de Fedro) y por Simplicio (que habla de una crítica de las Categorías de Aristóteles); estos dos autores lo conocían sin duda por medio de Porfirio.
Ático reprochaba, sobre todo a Aristóteles, no tener una concepción bastante levantada de la virtud, no atribuir a Dios una intervención activa sobre el mundo, y negar la inmortalidad del alma. Opinaba como Plutarco que el Cosmos venía en la existencia en el tiempo, que existía antes un estado desordenado de la materia, y que a este estado correspondía una «alma maligna» (Κακεργέτις Ψυχή, según Las Leyes, 896.º sqq.). Identificaba el Demiurgo del Timeo con el Dios supremo, superior al Paradigma.